# Лангедок
Лангедок (на френски: Languedoc, на окситански: Lengadòc) е историческа област в Южна Франция с главен град Тулуза. Днес тя е разделена на два административни региона – Юг-Пиренеи и Лангедок-Русийон, които съответстват на някогашните Горен и Долен Лангедок. Тя е центъра на старата Окситания – lo País d'Òc (буквално – „земята Ок“).

## Етимология
Названието на областта произлиза от името на окситански език – езика, който се говори в Окситания (дн. Южна Франция), което в оригинал звучи като „Langue d'Oc“ (в превод буквално „езикът Oк“) или слято образува името на областта – Лангедок „Languedoc“.

## История

### Праистория и античност
Oбластта е заселена от праисторически времена, тук се откриват следи от Оринякската палеолитна култура (33 000 – 19 000 г. пр. Хр.), прото иберско-лигуриската къснонеолитна културата на кардиалната керамика (6000 – 3500 г. пр. Хр.), късно-халколитната култура Артеняк (3000 – 2000 г. пр. Хр.) и от протокелтската култура на погребалните урни (1300 – 750 г. пр. Хр.).
Най-старото историческо население тук са иберите, ползващи североизточната иберска наречена Левантинска или просто иберска писменост поради това, че е най-разпространена от четирите вида писмо ползвани от иберските народи. По крайбрежието между днешните Италия и Испания, наречено по-късно Заливът на Лион, свои пристанища установяват етруските и финикийци от Картаген, след тях гръцки колонисти от Родос основават полисът Родо (дн. гр. Росас, исп. Rosas) – 8 век пр. Хр. в днешна Каталония, а от Фокея основават Масалия (дн. Марсилия) – 600 г. пр. Хр. и Емпорион (Ampurias, Empúries) – 575 г. пр. Хр. при гр. Ла Ескала в дн. провинция Херона на Каталония, марсилските гърци от своя страна – Агате Тюхе (дн. Агд в Лангедок) – 400 г. пр. Хр., Антиполис (дн. Антиб) – 4 век пр. Хр., Никея (дн. Ница) – 350 г. пр. Хр., основаният от финикийците в Х век пр. Хр. град в VІ век пр. Хр. с идването на колонисти от Фокея става гръцко-лигурския Монойкос (дн. Монако), лигурите имат отношение и към заселването на другите полиси в Залива на Лион. Същинските келти идват към 400 г. пр. Хр., колко от населението преди това е било близко и до етруските, лигурите и палеосредиземноморските култури няма сигурни данни.
Областта, вече заселена с келти, е завладяна в 122 г. пр. Хр. от римския пълководец Гай Секстий Калвин, от 121 г. пр. Хр. влиза в границите на римската провинция Нарбонска Галия, първоначално наречена Трансалпийска Галия, първата извън Апенинския полуостров, и бързо се романизира.

### Средновековие
В 413 г. старонемските племена на визиготите водени от своя крал Атаулф превземат главните ѝ градове Нарбона и Толоса (Тулуза), към средата на века започват да установяват свои поселения тук, а в 462 г. император Либий Север чрез своя наместник Рицимер официално дава на краля им Теодерих II за заселване половината от провинция Нарбонска Галия, в 475 г. съгласно договора с император Юлий Непот визиготския крал Ойрих добива пълна независимост на своето кралство, тукашната област на което става херцогство и започва да се нарича Септимания по тогавашното име на дн. град Безие – Colonia Julia Septimanorum Beaterrae кръстен на заселелите се в подарените им от Октавиан Август земи тук ветерани от VІІ Клавдиев легион. От 507 г. франките и бургундите започват да нападат визиготското кралство и в 508 г. завладяват Тулуза, но кралството устоява. Септимания остава готска, но крал Теудис мести столицата в Барселона.
В VІІІ век визиготското херцогство пада под господството на Арабския халифат. През 719 г. емира на Андалусия Самх бен Малик завладява княжество Септимания и в 720 г. превръща град Нарбона в своя столица. Арабското присъствие в Септимания продължава до 759 г. когато маврите са победени от франките, но в 793 г. столицата Нарбона е превзета, изгорена и обезлюдена от андалуския владетел Хишам I. В 886 г. андалузки латиноезични помаци, т.нар. мувалади, идват от Печина до Алмерия построяват цитаделата Джабал-ал-Килял (Фаракша) дн. Ла Гард Френе (Fraxinet) в залива до съвременния Сен Тропе, превземат околната територия и създават свое емирство. Техните набези и грабежи в региона продължават цял век, те дори овладяват швейцарския кантон Вале с прохода Сен Бернар и нападат северния кантон Сен Гален докато най-сетне в 975 г. не са разбити и прогонени от обединените сили на византийския флот, Провансалския граф Ротболд ІІ и бургундските франки на Ардуин Глабер. В 1047 г. андалуските араби превземат Леринските острови разположени срещу Кан. През ХІІ век редица мюсюлмани се установяват в град Монпелие, като тогава отделно от това редица местни феодали купуват от Севарна Африка множество роби-мюсюлмани и ги заселват в провинциите Русийон, Лангедок и Прованс. По-късно много от бягащите от испанската Реконкиста и Инквизицията мюсюлмани също се настаняват в Южна Франция, те дори създават собствена социална група в региона Лангедок-Русийон, но политическото господство на сарацините в Лангедок е прекратено от франките още към 759 г., а в 768 г. Пипин Къси окончателно завладява Септимания.
От 10 век тези земи стават център на движението на последователите на българските богомили в Западна Европа – катарите. Името на станалото много известно напоследък тукашно селище Бугараш напомня за тези времена. Спечелили огромно влияние и привлекли за своята кауза населението и тукашната аристокрация, те съществено ограничават позициите на папата и затова след като са обявени за еретици от Римокатолическата църква срещу областта е хвърлен Албигойския кръстоносен поход който с цената на нечувани по жестокостта си масови убийства и репресии след дългогодишни войни успял да покори провинцията и да унищожи катарите, а независимата дотогава страна е предадена на френския крал.

### Във Франция
След като областта на независимото графство е напълно унищожена от кръстоносците и страната е предадена на френския крал Луи VIII френското господство е затвърдено окончателно в 1229 г. при неговия наследник на престола Луи IX. Названието Лангедок започва масово да се употребява в ХІІІ век особено след като в 1271 г. Графство Тулуза е погълнато в земите на френската корона. Областта запазва автономен статут като провинция до 1790 г. Горе-долу по това време тук се разиграва историята с т.нар. Звяр от Жеводан. Независимо че губи политическата си независимост и дори автономията си, провинцията запазва и днес своите специфични културни традиции, етнографски различия и собствения окситански език, много по-близки до каталонския в Испания и диалектите в северозападна Италия отколкото до тези в останалата част на Франция.
- Тулузкото графство в навечерието на въстанието на Асеневци и след битката при Мариокефалон – 1180 г.

## Винарството в Лангедок
Районът е един от най-старите винопроизводители във Франция, наричан и днес „виненото езеро“. Произвежданите червени, розе, бели и естествено пенливи вина се световноизвестни. Това е можеби най-голямата винарска област в света. Лозарскиите масиви се простират от подножието на Пиренеите чак до делтата на река Рона и са на територията на четири департамента. Областта дава към 40 % от всички френски вина.
Виното донасят в земите на днешния Лангедок-Русийон (Галия, по онова време) етруските търговци, през VІІ в. пр. Хр. Постепенно римляните се сдобиват със земи тук и започват да отглеждат лозя. Голямо предимство за износа на местно вино из цялата Римска империя се оказва лесният достъп до Средиземноморието. След щетите от филоксерата и масово изкореняване на лозя през 80-те години местните винари залагат изключително на качеството и резултатът не закъснява – на областта е присъдено регионалното контролирано наименование за произход AOC Languedoc. Сортът „Лангедок“ както го наричат лозарите в Италия, наричан тук „Мондюз ноар“ (Mondeuse Noire) е един от тези разнасящи славата на областта, но самото ѝ име днес е етикет и световно утвърдено нарицателно за най-добри вина с контролиран произход.